# Mistrzostwa świata juniorów do lat 20 w szachach

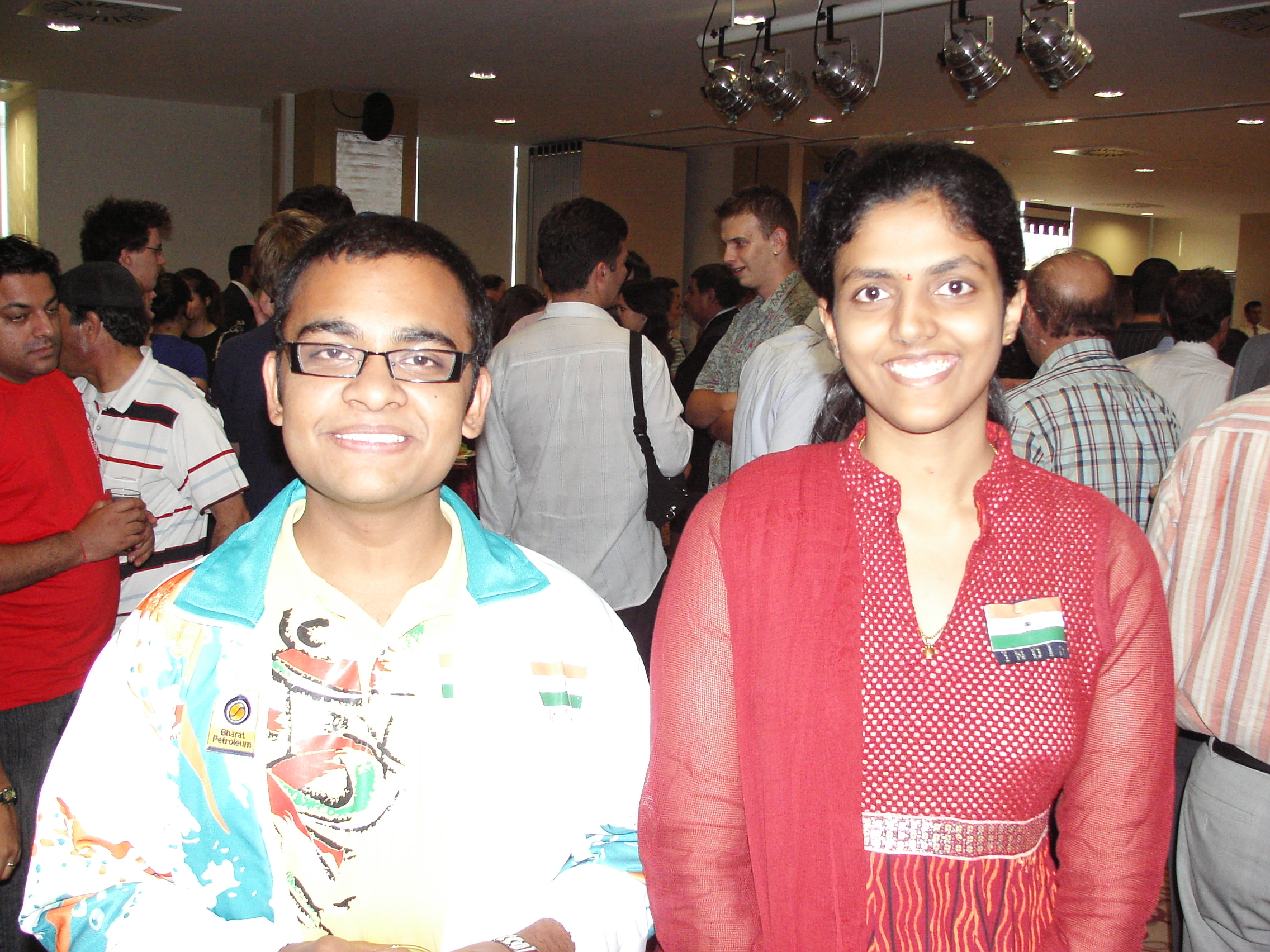
Mistrzowie świata do lat 20 z 2008:
Abhijeet Gupta i Harika Dronavalli

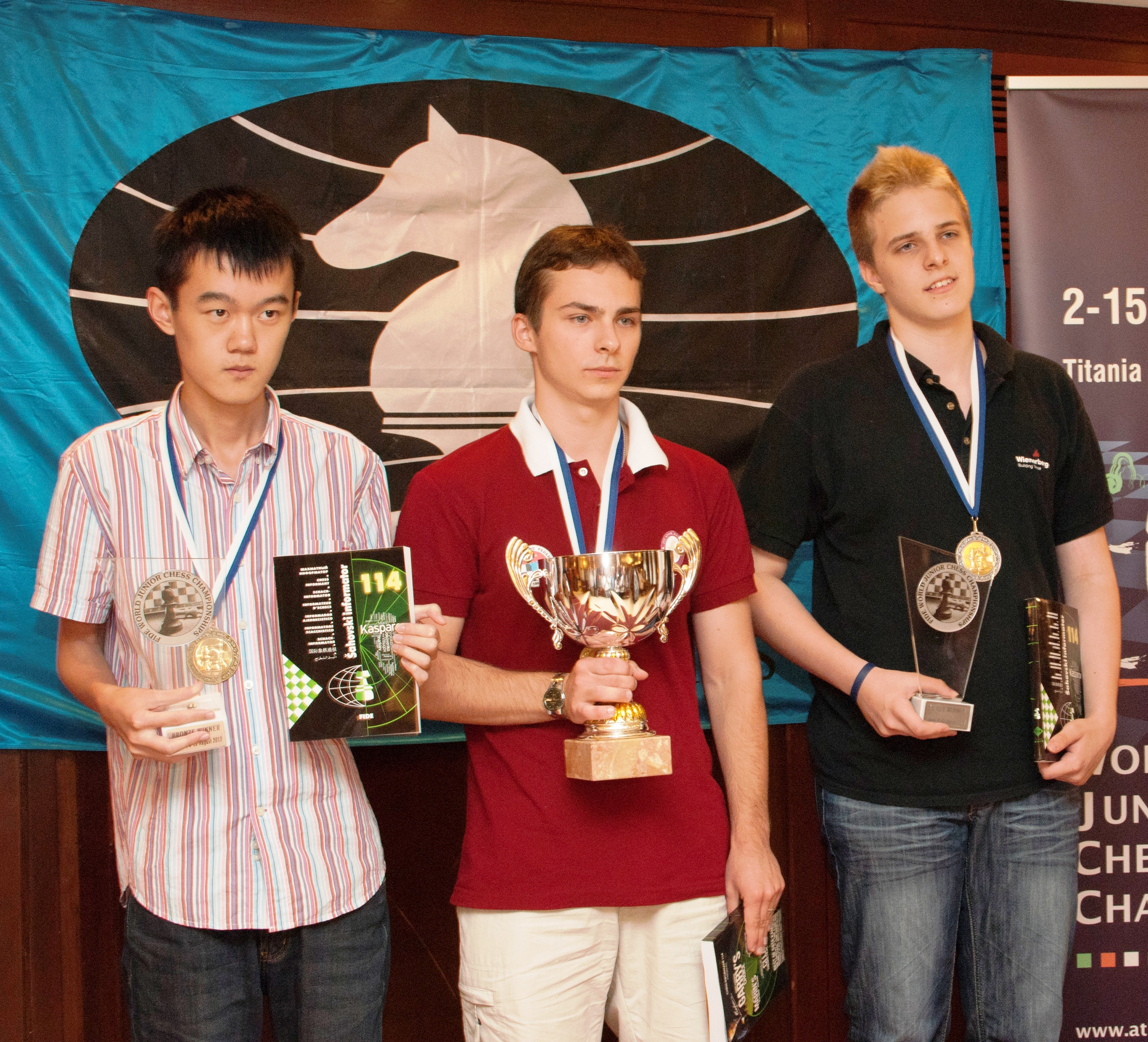
Medaliści z 2012: (od lewej) Ding Liren, Ołeksandr Ipatow i Richárd Rapport

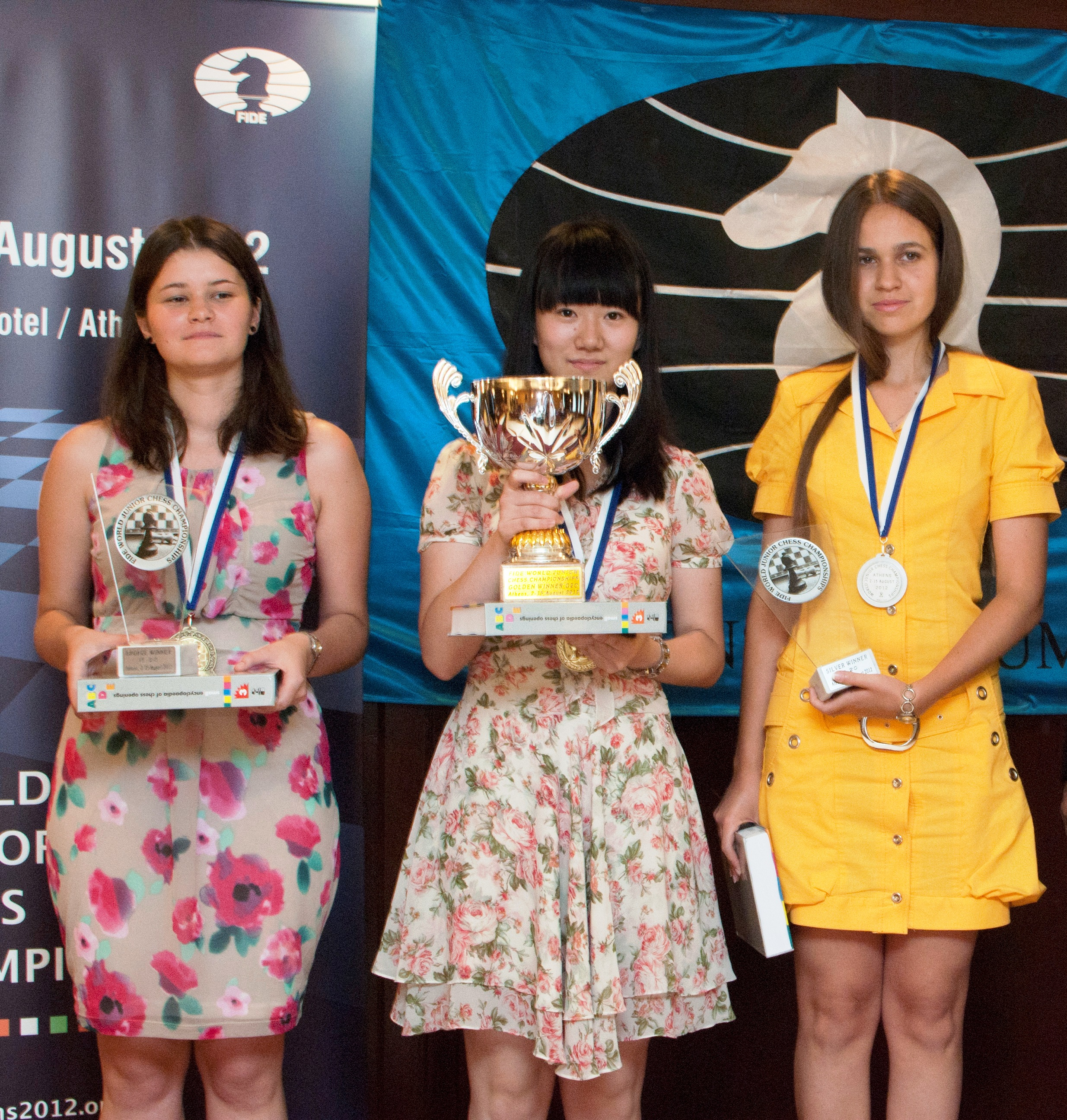
Medalistki z 2012: (od lewej) Anastasija Bodnaruk, Guo Qi i Nastassia Ziaziulkina

Mistrzostwa świata juniorów do lat 20 w szachach – zawody organizowane przez Międzynarodową Federację Szachową (FIDE), w których mogą uczestniczyć szachiści dwudziestoletni i młodsi.

## Wstęp
Pierwsze mistrzostwa świata juniorów zostały rozegrane w 1951 w Birmingham. Początkowo odbywały się co drugi rok. Począwszy od 1973, są organizowane corocznie. Do 1974 turnieje rozgrywano systemem grup eliminacyjnych i osobnych zamkniętych finałów, od następnej edycji zaczęto stosować system otwarty, a zawody rozgrywane są systemem szwajcarskim. Od 1987 zarówno turnieje kobiet, jak i mężczyzn rozgrywane są w tym samym terminie i miejscu. Wśród dotychczasowych zwycięzców było czterech szachistów, którzy później zdobyli tytuł mistrza świata FIDE: Boris Spasski, Anatolij Karpow, Garri Kasparow i Viswanathan Anand. Oficjalne turnieje kobiet zaczęto rozgrywane są od 1983 (w 1981 nosił nazwę Puchar świata juniorek i ich zwyciężczyni była nieoficjalną – choć uznaną – mistrzynią świata). Tylko jedna szachistka – Zhu Chen – ma w swoim dorobku tytuły mistrzyni świata seniorek i juniorek do lat 20.
Zwycięzcom turniejów juniorek i juniorów Międzynarodowa Federacja Szachowa przyznaje tytuły arcymistrzyni i arcymistrza (jeśli nie mieli oni do tej pory tych tytułów). Zdobywcy srebrnych i brązowych medali otrzymują tytuły mistrzyni i mistrza międzynarodowego.

## Medaliści mistrzostw świata juniorów do lat 20
| Rok  | Miasto         | Juniorzy                                                              | Juniorki                                                                | Źródło                      |
| ---- | -------------- | --------------------------------------------------------------------- | ----------------------------------------------------------------------- | --------------------------- |
| 1951 | Birmingham     | 1. Borislav Ivkov 2. Malcolm Barker 3. Raúl Cruz                      |                                                                         | [ 2 ]                       |
| 1953 | Kopenhaga      | 1. Óscar Panno 2. Klaus Darga 3. Borislav Ivkov                       |                                                                         | [ 3 ]                       |
| 1955 | Antwerpia      | 1. Boris Spasski 2. Edmar Mednis 3. Miguel Farre                      |                                                                         | [ 4 ]                       |
| 1957 | Toronto        | 1. William Lombardy 2. Mathias Gerusel 3. Alexander Jongsma           |                                                                         | [ 5 ]                       |
| 1959 | Münchenstein   | 1. Carlos Bielicki 2. Josif Stefanow 3. David Rumens                  |                                                                         | [ 6 ]                       |
| 1961 | Haga           | 1. Bruno Parma 2. Florin Gheorghiu 3. Aleksander Kuindżi              |                                                                         | [ 7 ]                       |
| 1963 | Vrnjačka Banja | 1. Florin Gheorghiu 2. Michal Janata 3. Bojan Kurajica                |                                                                         | [ 8 ]                       |
| 1965 | Barcelona      | 1. Bojan Kurajica 2. Robert Hartoch 3. Wołodymyr Tukmakow             |                                                                         | [ 9 ] [ 10 ] [ 11 ]         |
| 1967 | Jerozolima     | 1. Julio Kaplan 2. Raymond Keene 3. Jan Timman                        |                                                                         | [ 12 ]                      |
| 1969 | Sztokholm      | 1. Anatolij Karpow 2. András Adorján 3. Aurel Urzicǎ                  |                                                                         | [ 13 ]                      |
| 1971 | Ateny          | 1. Werner Hug 2. Zoltán Ribli 3. Kenneth Rogoff                       |                                                                         | [ 14 ]                      |
| 1973 | Teesside       | 1. Ołeksandr Bielawski 2. Anthony Miles 3. Michael Stean              |                                                                         | [ 15 ]                      |
| 1974 | Manila         | 1. Anthony Miles 2. Roy Dieks 3. Slavoljub Marjanović                 |                                                                         | [ 16 ]                      |
| 1975 | Tjentište      | 1. Walerij Czechow 2. Larry Christiansen 3. Jonathan Mestel           |                                                                         | [ 17 ]                      |
| 1976 | Groningen      | 1. Mark Diesen 2. Ľubomír Ftáčnik 3. Nir Grinberg                     |                                                                         | [ 18 ]                      |
| 1977 | Innsbruck      | 1. Artur Jusupow 2. Alonso Zapata 3. Petar Popović                    |                                                                         | [ 19 ]                      |
| 1978 | Graz           | 1. Siergiej Dołmatow 2. Artur Jusupow 3. Jens Fries-Nielsen           |                                                                         | [ 20 ]                      |
| 1979 | Skien          | 1. Yasser Seirawan 2. Aleksander Czernin 3. Predrag Nikolić           |                                                                         | [ 21 ]                      |
| 1980 | Dortmund       | 1. Garri Kasparow 2. Nigel Short 3. Iván Morovic Fernández            |                                                                         | [ 22 ]                      |
| 1981 | Meksyk         | 1. Ognjen Cvitan 2. Jaan Ehlvest 3. Nigel Short                       |                                                                         | [ 23 ]                      |
| 1982 | Kopenhaga      | 1. Andriej Sokołow 2. Igor Štohl 3. Joel Benjamin                     |                                                                         | [ 24 ]                      |
| 1982 | Senta          |                                                                       | 1. Agnieszka Brustman 2. Tatjana Rubcowa 3. Marta Kovacs                | [ 26 ]                      |
| 1983 | Belfort        | 1. Kirił Georgiew 2. Walerij Sałow 3. Saeed-Ahmed Saeed               |                                                                         | [ 27 ]                      |
| 1983 | Meksyk         |                                                                       | 1. Fliura Chasanowa 2. Giovanna Arbunic Castro 3. Joanna Jagodzińska    | [ 28 ] [ 29 ]               |
| 1984 | Kiljava        | 1. Curt Hansen 2. Aleksiej Driejew 3. Kirił Georgiew                  | nie rozegrano                                                           | [ 30 ]                      |
| 1985 | Szardża        | 1. Maxim Dlugy 2. Pavel Blatný 3. Josef Klinger                       |                                                                         | [ 31 ]                      |
| 1985 | Dobrna         |                                                                       | 1. Ketevan Arachamia 2. Alisa Marić 3. Ildikó Mádl                      | [ 32 ]                      |
| 1986 | Gausdal        | 1. Walter Arencibia Rodríguez 2. Simen Agdestein 3. Ferdinand Hellers |                                                                         | [ 33 ]                      |
| 1986 | Wilno          |                                                                       | 1. Ildikó Mádl 2. Swietłana Prudnikowa 3. Camilla Baginskaite           | [ 34 ]                      |
| 1987 | Baguio         | 1. Viswanathan Anand 2. Wasyl Iwanczuk 3. Grigorij Serper             | 1. Camilla Baginskaite 2. Swietłana Prudnikowa 3. Jelena Zajac          | [ 35 ] [ 36 ] [ 37 ]        |
| 1988 | Adelaide       | 1. Joël Lautier 2. Wasyl Iwanczuk 3. Grigorij Serper                  | 1. Alisa Gallamowa 2. Ketevan Arachamia 3. Jelena Zajac                 | [ 38 ] [ 39 ] [ 40 ]        |
| 1989 | Tunja          | 1. Wasyl Spasow 2. Jacek Gdański 3. Michaił Ułybin                    | 1. Ketino Kachiani 2. Ildikó Mádl 3. Alisa Gallamowa                    | [ 41 ] [ 42 ] [ 43 ]        |
| 1990 | Santiago       | 1. Ilja Gurewicz 2. Aleksiej Szyrow 3. Wladimir Hakopian              | 1. Ketino Kachiani 2. Ainur Sofiewa 3. Claudia Amura                    | [ 44 ]                      |
| 1991 | Mamaja         | 1. Wladimir Hakopian 2. Michaił Ułybin 3. Siergiej Tiwiakow           | 1. Nataša Bojković 2. Ana-Maria Botsari 3. Maja Koen                    | [ 45 ] [ 46 ] [ 47 ]        |
| 1992 | Buenos Aires   | 1. Pablo Zarnicki 2. Wadim Miłow 3. George Michelakis                 | 1. Krystyna Dąbrowska 2. Elena Radu 3. Maria Sulistya                   | [ 48 ] [ 49 ]               |
| 1993 | Calicut        | 1. Igor Miladinović 2. Vlastimil Babula 3. Siergiej Rublewski         | 1. Nino Churcidze 2. İlahə Qədimova 3. Mähri Geldiýewa                  | [ 50 ]                      |
| 1994 | Matinhos       | 1. Helgi Áss Grétarsson 2. Zsófia Polgár 3. Giovanni Vescovi          | 1. Zhu Chen 2. Nino Churcidze 3. Natalia Edzgweradze                    | [ 51 ] [ 52 ]               |
| 1995 | Halle          | 1. Roman Slobodjan 2. Aleksander Oniszczuk 3. Hugo Spangenberg        | 1. Nino Churcidze 2. Eva Repková 3. Corina-Isabela Peptan               | [ 53 ] [ 54 ]               |
| 1996 | Medellín       | 1. Emil Sutowski 2. Zhang Zhong 3. Zoltán Gyimesi                     | 1. Zhu Chen 2. Corina-Isabela Peptan 3. Xu Yuhua                        | [ 55 ] [ 56 ]               |
| 1997 | Żagań          | 1. Tal Shaked 2. Wigen Mirumian 3. Christos Banikas                   | 1. Harriet Hunt 2. Joanna Dworakowska 3. Tetiana Wasylewycz             | [ 57 ] [ 58 ]               |
| 1998 | Kozhikode      | 1. Darmen Sadwakasow 2. Zhang Zhong 3. Christos Banikas               | 1. Hoàng Thanh Trang 2. Iweta Radziewicz 3. Irina Krush                 | [ 59 ] [ 60 ]               |
| 1999 | Erywań         | 1. Aleksandr Gałkin 2. Rustam Kasimdżanow 3. Karen Asrian             | 1. Maria Kuwatsu 2. Jana Jacková 3. Szidónia Vajda                      | [ 61 ] [ 62 ] [ 63 ]        |
| 2000 | Erywań         | 1. Lázaro Bruzón Batista 2. Kamil Mitoń 3. Karen Asrian               | 1. Xu Yuanyuan 2. Olga Zimina 3. Wang Yu                                | [ 64 ]                      |
| 2001 | Ateny          | 1. Péter Ács 2. Merab Gagunaszwili 3. Lewon Aronian                   | 1. Humpy Koneru 2. Zhao Xue 3. Nadieżda Kosincewa                       | [ 65 ] [ 66 ] [ 67 ]        |
| 2002 | Panaji         | 1. Lewon Aronian 2. Luke McShane 3. Surya Ganguly                     | 1. Zhao Xue 2. Humpy Koneru 3. Nadieżda Kosincewa                       | [ 68 ] [ 69 ]               |
| 2003 | Nachiczewan    | 1. Şəhriyar Məmmədyarov 2. Siergiej Azarow 3. Ołeksandr Zubow         | 1. Nana Dzagnidze 2. Ana-Cristina Calotescu 3. Zeynəb Məmmədyarova      | [ 70 ]                      |
| 2004 | Koczin         | 1. Pentala Harikrishna 2. Tigran L. Petrosjan 3. Zhao Jun             | 1. Jekatierina Korbut 2. Elisabeth Pähtz 3. Eesha Karavade              | [ 71 ]                      |
| 2005 | Stambuł        | 1. Şəhriyar Məmmədyarov 2. Ferenc Berkes 3. Jewgienij Aleksiejew      | 1. Elisabeth Pähtz 2. Gu Xiaobing 3. Beata Kądziołka                    | [ 72 ] [ 73 ]               |
| 2006 | Erywań         | 1. Zawen Andriasjan 2. Nikita Witiugow 3. Jurij Kryworuczko           | 1. Shen Yang 2. Hou Yifan 3. Salome Melia                               | [ 74 ] [ 75 ]               |
| 2007 | Erywań         | 1. Ahmed Adly 2. Iwan Popow 3. Wang Hao                               | 1. Wiera Niebolsina 2. Jolanta Zawadzka 3. Salome Melia                 | [ 76 ] [ 77 ]               |
| 2008 | Gaziantep      | 1. Abhijeet Gupta 2. Parimarjan Negi 3. Arik Braun                    | 1. Dronavalli Harika 2. Marija Muzyczuk 3. Kübra Öztürk                 | [ 78 ] [ 79 ] [ 80 ]        |
| 2009 | Puerto Madryn  | 1. Maxime Vachier-Lagrave 2. Siarhiej Żyhałka 3. Michał Olszewski     | 1. Swaminathan Soumya 2. Deysi Cori Tello 3. Betül Cemre Yıldız         | [ 81 ] [ 82 ] [ 83 ]        |
| 2010 | Czarna         | 1. Dmitrij Andriejkin 2. Sanan Siugirow 3. Dariusz Świercz            | 1. Anna Muzyczuk 2. Olga Giria 3. Padmini Rout                          | [ 84 ] [ 85 ] [ 86 ]        |
| 2011 | Madras         | 1. Dariusz Świercz 2. Robert Howhannisjan 3. Sahaj Grover             | 1. Deysi Cori Tello 2. Olga Giria 3. Nazi Paikidze                      | [ 87 ] [ 88 ] [ 89 ] [ 90 ] |
| 2012 | Ateny          | 1. Ołeksandr Ipatow 2. Richárd Rapport 3. Ding Liren                  | 1. Guo Qi 2. Anastasija Ziaziulkina 3. Anastasija Bodnaruk              | [ 91 ] [ 92 ] [ 93 ]        |
| 2013 | Kocaeli        | 1. Yu Yangyi 2. Ołeksandr Ipatow 3. Vidit Santosh Gujrathi            | 1. Aleksandra Goriaczkina 2. Żansaja Äbdymälyk 3. Alina Kaszlinska      | [ 94 ] [ 95 ] [ 96 ]        |
| 2014 | Pune           | 1. Lu Shanglei 2. Wei Yi 3. Władimir Fiedosiejew                      | 1. Aleksandra Goriaczkina 2. Sarasadat Chademalszari’e 3. Ann Chumpitaz | [ 97 ] [ 98 ] [ 99 ]        |